# Западна обала
Западна обала (арап. الضفة الغربية []; хебр.  []) је већа од две палестинске територије (друга је Појас Газе) које чине Државу Палестину. Нема излаз на море и налази се у близини обале Средоземног мора у области Левант у југозападној Азији. Граничи се са Јорданом и Мртвим морем на истоку и Израелом (преко зелене линије) на југу, западу и северу. Од 1967. налази се под окупацијом Израела, а 2024. саветодавно мишљење Међународног суда правде утврдило је да је окупација незаконита по међународном праву.
Име јој долази од десне, односно западне обале реке Јордан коју су запоселе јорданске снаге за време Првог арапско-израелског рата године 1948. године. Над тим подручјем је Јордан имао међународно признати суверенитет од године 1948. до 1967, да би га се формално одрекао године 1988. Израел ју је окупирао године 1967. за време Шестодневног рата, али, за разлику од Источног Јерусалима, није формално анектирана.
Пре свих тих догађаја Западна обала није постојала као посебни ентитет, односно представљала је интегрални део Британског мандата у Палестини, створеног након нестанка Османског царства.
Западна обала се налази западно и југозападно од реке Јордан па граничи са Израелом на западну, северу и југу, односно Јорданом на истоку.
Тренутно се 40% подручја (и већина становништва) налази под ограниченом цивилном надлежношћу Палестинске Самоуправе, док Израел одржава војну контролу (укључујући јеврејска насеља, руралне територије и границе). Већину становништва Западне обале чине Палестинци (84%) док остатак углавном чине јеврејски досељеници.
У хебрејском језику се за Западну обалу користи назив Јехуда и Шомрон, па је понекад, поготово међу изворима склоним Израелу, користи израз Јудеја и Самарија. У неким старијим изворима се користи израз Цисјордан.
Уз питање Западне обале је везан статус Источног Јерусалима, иако га Израел, с обзиром на анексију, не сматра делом Западне обале. Ту анексију УН нису признале, нити и једна држава у свету. Ипак, с обзиром на његову важност, третира се одвојено, укључујући и Споразуме из Осла.